# Opština Preševo
Opština Preševo (v srbské cyrilici Општина Прешево, albánsky Komuna e Preshevës) je základní jednotka územní samosprávy na jihu Srbska, v Pčinjském okruhu. V roce 2002 zde žilo 34 904 obyvatel. Sídlem správy opštiny je město Preševo. Opština zaujímá část tzv. Preševské doliny, kterou obývá většinově albánské obyvatelstvo.

## Sídla
Pod tuto opštinu spadají následující sídla:
| - Aliđerce (1033) - Berčevac (19) - Bujić (89) - Bukarevac (905) - Bukovac (108) - Buštranje (872) - Cakanovac (221) - Cerevajka (70) - Crnotince (1454) - Čukarka (512) - Depce (441) - Donja Šušaja (342) - Golemi Dol (294) - Gornja Šušaja (101) - Gospođince (41) - Ilince (136) | - Kurbalija (146) - Ljanik (29) - Mađare (174) - Miratovac (2774) - Norča (992) - Oraovica (3774) - Pečeno (125) - Preševo (13426) - Rajince (1954) - Ranatovce (65) | - Reljan (694) - Sefer (57) - Slavujevac (482) - Stanevce (68) - Strezovce (995) - Svinjište (103) - Trnava (1160) - Žujince (1248) |